# Lithos
Lithos è una rivista accademica a revisione paritaria, che pubblica articoli di ricerca originali sulla petrografia, sulla geochimica e sulla petrogenesi delle rocce ignee e metamorfiche.